# 2366 Aaryn
2366 Aaryn (1981 AC1) là một tiểu hành tinh vành đai chính được phát hiện ngày 10 tháng 1 năm 1981 bởi Thomas, N. G. ở Flagstaff, Arizona.